# Kingerby
Kingerby är en by i civil parish Osgodby, i distriktet West Lindsey, i grevskapet Lincolnshire, i England. Byn är belägen 7 km från Market Rasen. Kingerby var en civil parish fram till 1936 när blev den en del av Osgodby. Civil parish hade 75 invånare år 1931. Byn nämndes i Domedagsboken (Domesday Book) år 1086, och kallades då Chenebi.